# Vladimir Salnikov
Pour les articles homonymes, voir Salnikov.
Vladimir Valerievitch Salnikov (en russe : Владимир Валерьевич Сальников), né le 21 mai 1960 à Leningrad, est un nageur d'URSS.
Surnommé « le Tsar », il est le meilleur nageur de demi fond de tous les temps, remportant 4 médailles d'or olympiques, lors des Jeux olympiques d'été de 1980 sur 400 m, 1 500 m et relais 4 × 200m nage libre puis 1 500 m nage libre aux Jeux olympiques d'été de 1988.
Sans le boycott des Jeux olympiques d'été de 1984 par l'URSS, il aurait pu améliorer son nombre de médailles.

À ces titres olympiques, on peut ajouter 4 titres mondiaux : 2 fois le doublé 400 m, 1 500 m et encore 4 titres européens. 
Mais ce qui a surtout marqué l'Histoire, c'est son invincibilité sur le 1 500 m entre octobre 1977 et août 1986, soit 61 finales consécutives. 
Étant le premier à nager le 1 500 m en moins de 15 minutes, il a détenu le record du monde de la spécialité de 1983 à 1991. Il a été également le premier à passer sous la barre des 3 minutes et 50 secondes sur le 400 m nage libre et a détenu le record du monde de la distance non olympique du 800 m.
Il est actuellement président de la Fédération Russe de Natation.

## Palmarès
- Jeux olympiques d'été
  - médaille d'or aux Jeux olympiques d'été de 1980 sur 400 m nage libre
  - médaille d'or aux Jeux olympiques d'été de 1980 sur 1 500 m nage libre
  - médaille d'or aux Jeux olympiques d'été de 1988 sur 1 500 m nage libre
  - médaille d'or aux Jeux olympiques d'été de 1980 au titre du relais 4 × 200 m nage libre
- Championnats du monde
  - médaille d'or sur 400 m nage libre en 1978
  - médaille d'or sur 400 m nage libre en 1982
  - médaille d'or sur 1 500 m nage libre en 1978
  - médaille d'or sur 1 500 m nage libre en 1982
  - médaille d'argent au titre du relais 4 × 200 m nage libre en 1978
  - médaille d'argent au titre du relais 4 × 200 m nage libre en 1982
- Championnats d'Europe
  - médaille d'or sur 400 m nage libre en 1983
  - médaille d'or sur 1 500 m nage libre en 1977
  - médaille d'or sur 1 500 m nage libre en 1981
  - médaille d'or sur 1 500 m nage libre en 1983
  - médaille d'or du relais 4 × 100 m nage libre en 1981
  - médaille d'or du relais 4 × 200 m nage libre en 1981
  - médaille d'argent sur 400 m nage libre en 1981
- records du monde
  - 5 records du monde du 400 m nage libre
  - 4 records du monde du 800 m nage libre
  - 3 records du monde du 1 500 m nage libre